# Femona
Femona o Femónoe (Phemonoe, Φημονόη) va ser una mítica poeta grega del període prehomèric.
La llegenda la filla d'Apol·lo i la seva primera sibil·la o sacerdotessa a Delfos; hauria inventat el vers hexàmetre (Pausànies diu que va ser la primera que el va utilitzar, però no qui el va inventar). L'esmenten Melamp i Plini el Vell; aquest darrer parla d'un llibre sobre àligues i falcons, segurament sobre auguris. Se li atribueix la famosa màxima dèlfica "Coneix-te a tu mateix".